# ميهو نوناكا
ميهو نوناكا هي متسلقة صخور ‏ يابانية، ولدت في 21 مايو 1997 في طوكيو (اليابان) في اليابان.

## وصلات خارجية
- ميهو نوناكا على موقع الاتحاد الدولي لرياضة التسلق (الإنجليزية)
- ميهو نوناكا على موقع اللجنة الأولمبية الدولية (الإنجليزية)
- ميهو نوناكا على موقع أوليمبيديا (الإنجليزية)
- ميهو نوناكا على موقع الجمعية الدولية للألعاب العالمية (الإنجليزية)